# ヘザー・バウン
ヘザー・バウン（Heather Bown、女性、1978年11月29日 - ）は、アメリカ合衆国のバレーボール選手。元アメリカ合衆国代表。北京オリンピック銀メダリスト。

## 来歴
カリフォルニア州オレンジ郡ヨーバリンダ出身。アナハイムのエスペランザ高校在学中はスポーツ優秀選手で、カリフォルニア州高校連盟代表に二度選出された。NIKE Ichibanチームのメンバーとして、1996年のジュニアオリンピックで優勝を経験している。
高校卒業後はカリフォルニア大学サンタバーバラ校に進学し、1997年にはNCAA地域リーグ戦決勝に進出。2年次にはオールビッグウェストのファーストチームメンバーに選出されている。バウンは1998年にハワイ大学へ転学し、全米バレーボールコーチ協会が選出するファーストチームメンバーに選ばれている。
2000年にアメリカ合衆国代表に初選出され、シドニーオリンピックから3大会連続オリンピック出場を果たした。2008年の北京オリンピックでは銀メダルに輝いた。2002年の世界選手権で銀メダル、ワールドカップでは3大会連続でメダルを獲得した。2012/13シーズンまではディナモ・カザンでプレーしていた。

## 球歴
- オリンピック - 2000年（4位）、2004年（5位）、2008年（銀メダル）
- 世界選手権 - 2002年（銀メダル）
- ワールドカップ - 2003年（銅メダル）、2007年（銅メダル）、2011年（銀メダル）

## 受賞歴
- 2001年 NORCECA選手権 ベストスパイカー
- 2008-09 欧州チャレンジカップ ベストブロッカー

## 所属クラブ
- 1996-1997  カリフォルニア大学サンタバーバラ校
- 1998–2000  ハワイ大学
- 2000–02  Teodora Ravenna
- 2002–03  バレー・ベルガモ
- 2003–04  バレー・モデナ
- 2004–05  Santeramo Sport
- 2005–06  Airone Tortolì
- 2006–10  Vini Monteschiavo Jesi
- 2010–11  エジザージュバシュ
- 2011–12  アゼルレイル・バクー
- 2012-13  ディナモ・カザン
- 2013-14  上海

## 参考
- U.S. national team bio